# Nomia montivaga
Nomia montivaga är en biart som beskrevs av Heinrich Friese 1941. Nomia montivaga ingår i släktet Nomia och familjen vägbin. Inga underarter finns listade i Catalogue of Life.